# حلقه آتش (فیلم ۲۰۱۳)
«حلقه آتش» (انگلیسی: Ring of Fire (2013 film)) یک فیلم به کارگردانی الیسون آندرس است که در سال ۲۰۱۳ منتشر شد. از بازیگران آن می‌توان به جوئل، مت روس، جان دو، و فرانسیس کونروی اشاره کرد.